# Błądzim (przystanek kolejowy)

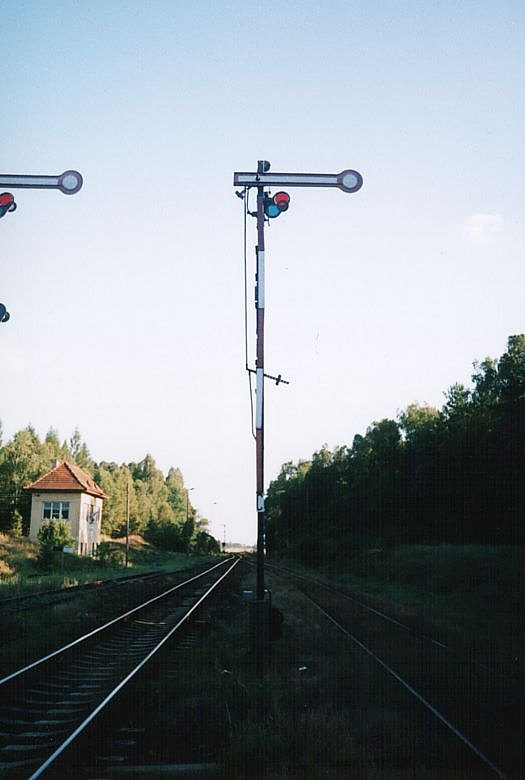

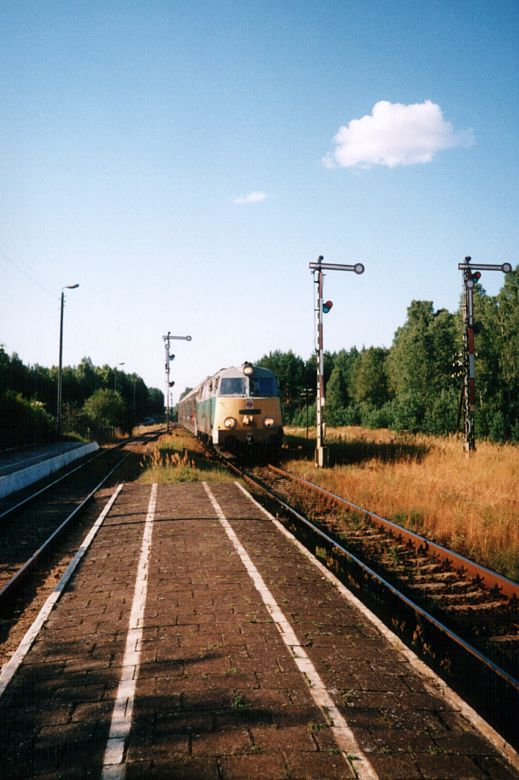

Błądzim – przystanek kolejowy i ładownia publiczna w Błądzimiu, w województwie kujawsko-pomorskim, w Polsce.

## Ruch pasażerski
| Rok  | Wymiana pasażerska na dobę |
| ---- | -------------------------- |
| 2017 | 150-199                    |
| 2022 | 100-149                    |

## Położenie
Przystanek Błądzim leży na szlaku kolejowym pomiędzy Maksymilianowem a Wierzchucinem. Jest to odcinek przedwojennej magistrali węglowej Śląsk – Porty.
Przystanek Błądzim znajduje się w odległości około 2 km od miejscowości Błądzim. W okolicy znajduje się także parę innych miejscowości należących już do powiatu tucholskiego, bowiem granica powiatów świeckiego i tucholskiego na tym odcinku jest fragmentem linii 201.

## Infrastruktura
W 1999 r. krzyżowały się tam jeszcze pociągi, w 2000 r. krzyżowań już nie było, ale utrzymane były posterunki ruchu (dyżurny na stacji i obsługa nastawni), od kwietnia 2001 r. stacja jest już tylko przystankiem osobowym (bez obsady – kasę biletową obsługuje ajent). Zlikwidowano semafory kształtowe, nastawnię wykonawczą Bł1 rozebrano jesienią 2007 roku. Rozjazdy od strony Serocka (Nowej Wsi Wielkiej) są rozebrane i w częściach leżą w pobliskim rowie. Zachowane są jedynie te od strony Wierzchucina (Gdyni). Oznacza to, że obecnie niemożliwe jest przeprowadzenie mijanki pociągów.
Budynek stacji wygląda tak samo jak inne budynki dworcowe znajdujące się na linii 201 (tzw. typ Bydgoszcz – Gdynia). Budynek zachował się w stanie dobrym, znajduje się w nim kasa biletowa oraz poczekalnia. Pomieszczenia dyżurnego ruchu są zamknięte.